# Шарварко Олег Борисович
Олег Борисович Шарварко (нар. 30 квітня 1972 року, м. Київ) - керівник апарату Житомирської обласної державної (військової) адміністрації з 17.10.2019

## Життєпис
Закінчив Київський державний інститут культури (прим.1) в 1994 р. та здобув кваліфікацію «Спеціаліст» за фахом «Режисер».
У 2012 році закінчив Львівський університет бізнесу та права і здобув кваліфікацію магістра з обліку і аудиту;  там же у  2013 році здобув кваліфікацію магістра права.
У період з 1992 по 2005 роки займався підприємницькою та викладацькою діяльністю.
З січня 2005 року працював керівником Служби Віце-прем’єр-міністра України Секретаріату Кабінету Міністрів України.
Пізніше обіймав посаду начальника Управління справами Укрзалізниці Державної адміністрації залізничного транспорту України.
З 2008 року працював заступником голови – керівником апарату Бородянської райдержадміністрації Київської області.
З 2010 року працював заступником директора Державного департаменту з питань банкрутства, м. Київ.
У 2014 році був призначений на посаду заступника начальника Українського Державного центру радіочастот, м. Київ.
З 2017 року до 2019 року працював на посаді начальника  виробничого підрозділу Вокзал  станції Київ-Пасажирський    філії «Пасажирська компанія» публічного акціонерного товариства «Українська залізниця», м. Київ.
Активний учасник доленосних подій революцій 1990, 2004, 2013-2014 років, які уособлювали незламну волю українського народу до свободи, демократії та європейського вибору.
Після призначення  08 серпня 2019 року Віталія  Бунечка  головою Житомирської обласної державної адміністрації, почав працювати в апараті Житомирської облдержадміністрації з 14 серпня 2019 року і до сьогодні.

## Сім'я
Батько Бори́с Гео́ргійович Шарва́рко (17 травня 1929 року, м. Звягель (Новоград-Волинський)  — 31 травня 2002 року, м. Київ). Професор. Народний артист України, український режисер фестивалів, концертних програм, театралізованих вистав.
Мати Олександра Олександрівна Шарварко (31 жовтня 1945 року, Кубанщина  (етнічна Україна) – 04 лютого 2004 року, м. Київ). Заслужений діяч мистецтв України, викладачка.
Брат Георгій Борисович Шарварко, 1973 р., служить у Збройних Силах України.
Син Олександр Олегович Шарварко, 2001 р.н., перше вище отримав у 2018 в КНУКІМ за спеціальністю (Режисер естради), наразі студент КНЕУ ім.Вадима Гетьмана,  активний  блогер YouTube, Instagram, TikTok.

## Нагороди
- Орден Данила Галицького (2022 р.), (прим.2) за вагомий особистий внесок у розвиток різних сфер суспільного життя, відстоювання національних інтересів України;
- Відзнака Президента України «За оборону України» за виконання завдань із забезпечення оборони України, захисту безпеки населення та інтересів держави у зв'язку з широкомасштабною збройною агресією російської федерації проти України (2022 р.);
- Подяка Головного управління розвідки Міністерства оборони України за допомогу у справі захисту української держави (2023 р.);
- Грамота Верховної Ради України за вагомий особистий внесок у соціально-економічний і культурно-освітній розвиток держави (2023 р.).